# Ист Бервик (Пенсилванија)
Ист Бервик (енгл. East Berwick) насељено је место без административног статуса у америчкој савезној држави Пенсилванија.

## Демографија
По попису из 2010. године број становника је 2.007, што је 9 (0,5%) становника више него 2000. године.
| Група             | 2000.         | 2010.         |
| Белци             | 1.950 (97,6%) | 1.894 (94,4%) |
| Афроамериканци    | 12 (0,6%)     | 4 (0,2%)      |
| Азијати           | 10 (0,5%)     | 13 (0,6%)     |
| Хиспаноамериканци | 17 (0,9%)     | 68 (3,4%)     |
| Укупно            | 1.998         | 2.007         |